# Walther G. Wever
Walther Georg Wever (* 24. Juni 1859 in Berlin; † 17. Oktober 1922 in München) war ein deutscher Jurist und Diplomat.

## Leben
Walther Wever war der jüngste von sechs Söhnen des preußischen Generalstaatsanwalts Carl Georg Wever und seiner Ehefrau Catharina geb. Tavenraat.
Wever legte 1879 am Gymnasium in Freienwalde an der Oder sein Abitur ab und studierte anschließend in Berlin und Heidelberg Rechts- und Staatswissenschaften. Nach seinem Referendar-Examen im Dezember 1882 in Berlin promovierte er im Februar 1883 zum Dr. iur. Im Juni 1887 folgte sein Assessor-Examen. Im Juli 1888 wurde er als Attaché zur besonderen Verwendung Bismarcks an die Pariser Botschaft überwiesen.

## Karriere im diplomatischen Dienst
1890 wurde er Vizekonsul in Rumänien, 1895 Konsul in Rio de Janeiro und schließlich 1900 Generalkonsul in Chicago. Dort setzte er sich besonders für den deutsch-amerikanischen Austausch ein, indem er einen Professorenaustausch zwischen der dortigen Universität und deutschen Hochschulen initiierte sowie ein deutsches Theater gründete. Anschließend wurde er Generalkonsul in Kapstadt, Minister-Resident in Haiti und 1910 Generalkonsul in Neapel. Während des Ersten Weltkriegs organisierte er die Rückführung deutscher Staatsangehöriger nach Deutschland.
Nach dem Krieg betreute er zunächst die politische Zensur in Innsbruck, Genf und Basel, wurde dann an das neu eröffnete Konsulat in Brünn und 1919 als Geheimer Legationsrat nach Prag versetzt. Im September 1920 leitete er die diplomatischen Geschäfte in Riga, Lettland, als außerordentlicher Gesandter und bevollmächtigter Minister.
1921 kehrte er nach Deutschland zurück, um sich vom Diplomatischen Dienst in die Reichsverwaltung versetzen zu lassen. Er übernahm fortan den Kammervorsitz beim Reichskommissar für Auslandsentschädigung.

## Familie
Wever heiratete im Dezember 1888 in Itzehoe Annemarie von Harbou, Tochter des Landrats Ernst Christian von Harbou und seiner Ehefrau Ulrike geb. von Rosen. Das Paar hatte vier Kinder, Anne-Marie Durand-Wever, Walther Wever, Catharina Wever und Ernst Wever.

## Auszeichnungen
- 1909: L.L.D. (Ehrendoktorwürde) der University of Chicago
- Ehrenkreuz II. Klasse des Roten Kreuzes
- preußisches Verdienstkreuz für Kriegshilfe
- Rote Kreuz-Medaille III. Klasse
- Eisernes Kreuz II. Klasse am weiß-schwarzen Band
- Rot-Kreuz-Medaille des Fürstentums Lippe